# Transferaser
Transferaser är en enzymklass vars specifika funktion är att överföra funktionella grupper mellan donator och acceptor.

## Klassificering
Transferaser är klassificerade som EC 2 enligt EC. Transferaser är uppdelade i nio undergrupper:
- EC 2.1 innehåller enzymer som transfererar en-kolsgrupper (metyltransferaser)
- EC 2.2 innehåller enzymer som transfererar aldehyd eller ketongrupper
- EC 2.3 innehåller acyltransferaser
- EC 2.4 innehåller glykosyltransferaser
- EC 2.5 innehåller enzymer som transfererar alkyl- eller arylgrupper, förutom metylgrupper
- EC 2.6 innehåller enzymer som transfererar kvävegrupper (transaminaser)
- EC 2.7 innehåller enzymer som transfererar fosforgrupper (fosfotransferaser, som polymeras och kinas)
- EC 2.8 innehåller enzymer som transfererar svavelgrupper (svaveltransferas och sulfotransferas)
- EC 2.9 innehåller enzymer som transfererar selengrupper